# Augustus C. Baldwin
Augustus Carpenter Baldwin (* 24. Dezember 1817 in Syracuse, New York; † 21. Januar 1903 in Pontiac, Michigan) war ein US-amerikanischer Politiker. Zwischen 1863 und 1865 vertrat er den Bundesstaat Michigan im US-Repräsentantenhaus.

## Werdegang
Augustus Baldwin besuchte die öffentlichen Schulen seiner Heimat. Im Jahr 1837 zog er in das Oakland County in Michigan, wo er zunächst als Lehrer arbeitete. Nach einem Jurastudium und seiner im Jahr 1842 erfolgten Zulassung als Rechtsanwalt begann er in Milford in seinem neuen Beruf zu arbeiten. Gleichzeitig schlug er als Mitglied der Demokratischen Partei eine politische Laufbahn ein. In den Jahren 1844 bis 1846 saß er als Abgeordneter im Repräsentantenhaus von Michigan, dessen Präsident er im Jahr 1846 wurde. 1849 zog Baldwin nach Pontiac. Von 1853 bis 1854 war er Bezirksstaatsanwalt im Oakland County. Im Jahr 1860 nahm er als Delegierter an beiden Democratic National Conventions teil, die in Charleston und Baltimore abgehalten wurden.
Bei den Kongresswahlen des Jahres 1862 wurde Baldwin im damals neu geschaffenen fünften Wahlbezirk von Michigan in das US-Repräsentantenhaus in Washington, D.C. gewählt, wo er am 4. März 1863 sein neues Mandat antrat. Da er bei den folgenden Wahlen im Jahr 1864 dem Republikaner Rowland E. Trowbridge unterlag, konnte er bis zum 3. März 1865 nur eine Legislaturperiode im Kongress absolvieren, die von den Ereignissen des Bürgerkrieges geprägt war. Baldwin legte gegen die Wahl von Trowbridge erfolglos Widerspruch ein.
Im Jahr 1864 war Baldwin Delegierter auf dem demokratischen Bundesparteitag in Chicago und 1866 bei der National Union Convention in Philadelphia. Zwischen 1868 und 1886 gehörte er dem Schulausschuss der Stadt Pontiac an, deren Bürgermeister er im Jahr 1874 wurde. Von 1875 bis 1880 war er Richter im sechsten Gerichtsbezirk von Michigan. Anschließend praktizierte er wieder als privater Anwalt. Augustus Baldwin war auch Mitglied im Kuratorium der staatlichen Nervenheilanstalt für den östlichen Teil des Staates Michigan. Er starb am 21. Januar 1903 in Pontiac, wo er auch beigesetzt wurde.